# روبل قفقاز
روبل قفقاز (به انگلیسی: Transcaucasian Ruble) (به زبان بومی: Закавказский рубль) یکای پول رایج در کشور جمهوری سوسیالیستی ماورای قفقاز شوروی و جمهوری فدرال دموکراتیک قفقاز جنوبی بود.